# Soyouz TM-30
Soyouz TM-30 est un vaisseau spatial russe lancé le 4 avril 2000 du cosmodrome de Baïkonour par une fusée Soyouz pour transporter deux cosmonautes à bord de la station Mir. 
Il s'y est amarré automatiquement après un voyage de 50 heures. 
Les deux hommes ont été envoyés pour réparer la station âgée de 14 ans, particulièrement des problèmes de chute de pression et un problème d'orientation d'un panneau solaire.
39e expédition vers Mir, il s'agit également de la toute dernière. Par contrat, les Russes sont effet tenus de s'engager exclusivement dans le projet de la Station spatiale internationale, dont la construction a commencé en novembre 1998.
Après qu'il a été envisagé que la station Mir soit exploitée par une société privée, elle est finalement désorbitée en avril 2001 par le vaisseau Progress M1-5. 

## Équipage
- Sergei Zalyotin (1)
- Alexandr Kaleri (3)
- Salijan Charipov (1) remplaçant
- Pavel Vinogradov (1) remplaçant